# Osmoy-Saint-Valery
Osmoy-Saint-Valery – miejscowość i gmina we Francji, w regionie Normandia, w departamencie Sekwana Nadmorska.
Według danych na rok 1990 gminę zamieszkiwało 299 osób, a gęstość zaludnienia wynosiła 18 osób/km² (wśród 1421 gmin Górnej Normandii Osmoy-Saint-Valery plasuje się na 614. miejscu pod względem liczby ludności, natomiast pod względem powierzchni na miejscu 107.).